# Colchester Zoo

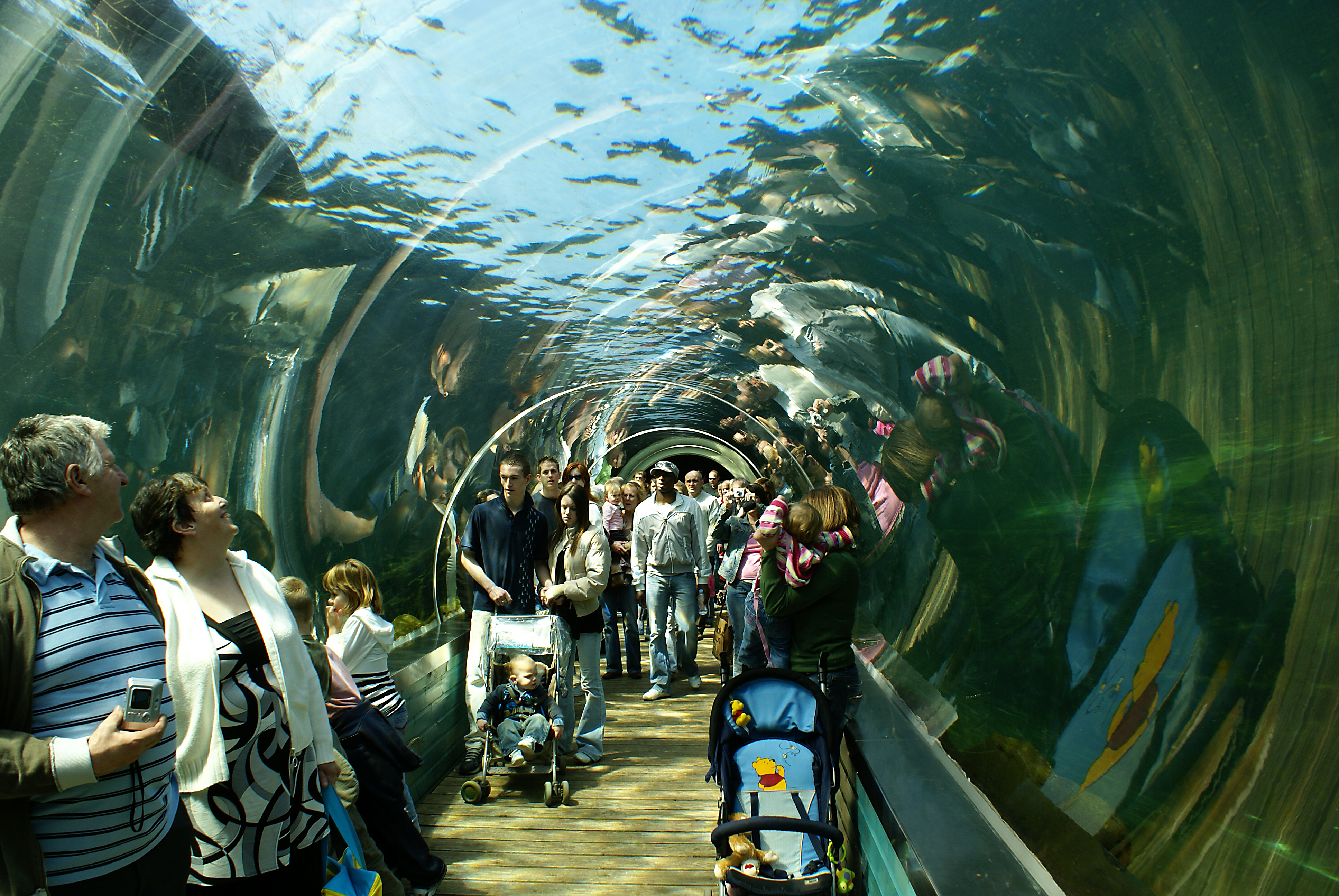
Podwodny tunel

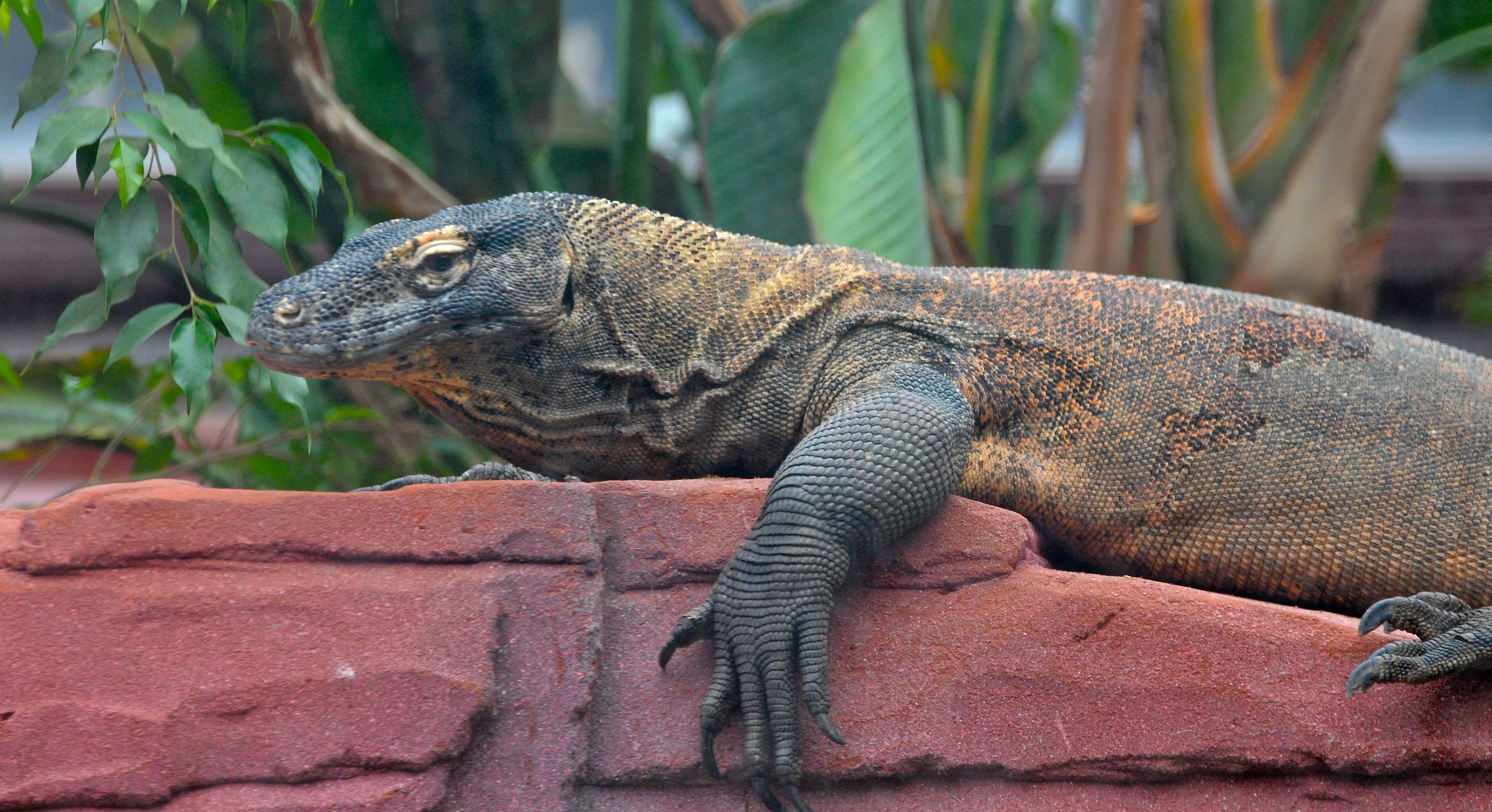
Waran z Komodo

Colchester Zoo – ogród zoologiczny zlokalizowany w miejscowości Heckfordbridge w Essex, w pobliżu Colchester, założone w 1963 roku.

## Historia
Zoo otwarło małżeństwo zoologów Helena i Frank Farrarów w 1963 roku. Obejmowało obszar 10 ha i posiadało m.in. duże koty i kangury. Oficjalnie nazywało się Stanway Hall Zoo Park, z czasem nazwę zmieniono na Colchester Zoo. W 1983 ogród zoologiczny przejęli Angela i Dominique Tropeano, którzy powiększyli kolekcję zwierząt oraz obszar, stopniowo zatrudniając coraz większa liczbę opiekunów. W 1985 zakupiono słonice – Tanya i Zola. W latach 1988–1992 otwarto nowe wybiegi dla szympansów, lwów i tygrysów. Największy znany samiec lwa afrykańskiego o imieniu Simba, ważący 375 kg, żył do 1970 roku w Colchester Zoo. W 2002 roku przyszło na świat pierwsze słoniątko o imieniu Kito. W tym samym roku otwarto nowe zagordy dla zebr, strusi, wielbłądów i nosorożców. Do ogrodu sprowadzono żyrafy i hipopotama karłowatego. W 2003 otwarto nową zagrodę dla fok, umożliwiając zwiedzającym oglądanie zwierząt w podwodnym tunelu. W 2005 w zoo zamieszkały warany z Komodo.

## Programy hodowlane
Zoologowie z Colchester Zoo zaangażowani są w oficjalne programy hodowlane następujących gatunków (2016):
- patas rudy Erythrocebus patas,
- lampart amurski Panthera pardus orientalis,
- tygrys syberyjski Panthera tigris altaica,
- gepard grzywiasty Acinonyx jubatus,
- ocelot argentyński Leopardus geoffroyi,
- likaon pstry Lycaon pictus,
- pakożer leśny Speothos venaticus,
- pandka ruda Ailurus fulgens,
- binturong orientalny Arctictis binturong,
- orangutan borneański Pongo pygmaeus,
- szympans zwyczajny Pan troglodytes,
- gibbon czapkowy Hylobates pileatus,
- kapucynka złotobrzucha Sapajus xanthosternos,
- sajmiri wiewiórcza Saimiri sciureus,
- Czepiak ciemny Ateles fusciceps rufiventris,,
- titi białoogonowy Callicebus discolor,
- uistiti białoczelna Callithrix geoffroyi,
- marmozeta lwia Leontopithecus rosalia,
- marmozeta złotogłowa Leontopithecus chrysomelas.

## Członkostwo w stowarzyszeniach
Zoo w Colchester należy do następujących stowarzyszeń zrzeszających ogrody zoologiczne:
- Brytyjskie i Irlandzkie Stowarzyszenie Ogrodów Zoologicznych i Akwariów (British and Irish Association of Zoos and Aquariums),
- Europejskie Stowarzyszenie Ogrodów Zoologicznych i Akwariów (European Association of Zoos and Aquaria),
- Międzynarodowe Stowarzyszenie Pedagogów Zoologicznych (International Zoo Educators Association),
- Światowe Stowarzyszenie Ogrodów Zoologicznych i Akwariów (World Association of Zoos and Aquariums).